# Vormärz
Pour les articles homonymes, voir Jeune Allemagne (homonymie).
Le Vormärz [ˈfoːɐ̯mɛʁt͡s]  (litt. l'« avant-mars ») est, dans les États allemands, la période allant du congrès de Vienne en 1815 au Printemps des peuples avorté en 1848-49. On qualifie parfois cette période de « Jeune-Allemagne » (Junges Deutschland), nom repris par un groupe d'écrivains allemands de la même époque. La période Biedermeier couvre la même durée, mais alors que ce terme a une connotation plus artistique, le Vormärz a une connotation plus politique.

## Contexte

### La situation du pays
La situation de l'Allemagne à cette époque-là est particulière. Le territoire est divisé en plusieurs terres dirigées par des princes ecclésiastiques ou laïcs qui sont assemblées pour former le Saint-Empire romain germanique. Rien ne les unifie. De plus en plus, les Allemands aspirent à l'unité et à plus de libertés. Des mouvements libéralistes se forment avec notamment les Wartburgfeste. Les révolutions françaises influencent les Allemands qui aspirent aux mêmes changements.

### Le congrès de Vienne 1814-1815
Napoléon vient d'être vaincu. Le congrès de Vienne devait instaurer un nouvel ordre qui garantirait la paix. Le tsar Alexandre Ier représentait la Russie. Castlereagh la Grande-Bretagne, Metternich l'Autriche, le prince von Hardenberg et Wilhelm von Humboldt la Prusse. Les Allemands attendaient de ce congrès la création d'un État unitaire mais aussi la participation de la bourgeoisie aux décisions politiques. Les Allemands aspiraient à un État unique et uni et à plus de liberté (« Einheit und Freiheit »). Les princes présents ne répondirent pas à cette demande. Ils voulaient revenir à l'ancien régime, à une forme de pouvoir dynastique et à l'absolutisme. Pendant ce congrès fut créée la Confédération germanique (1815-1866). Elle comptait 41 États indépendants mais n'avait pas de chef d'État. Mais aussi la Sainte Alliance entre la Russie, l'Autriche et la Prusse. Les Allemands étaient donc très déçus de ce congrès qui ne répondait pas du tout à leurs attentes. Les échanges diplomatiques entre les mêmes États, dans les années qui ont suivi, tels le recès de Francfort en 1819, confirment la même situation, et évitent d'envisager une évolution vers une unification politique de l'Allemagne.

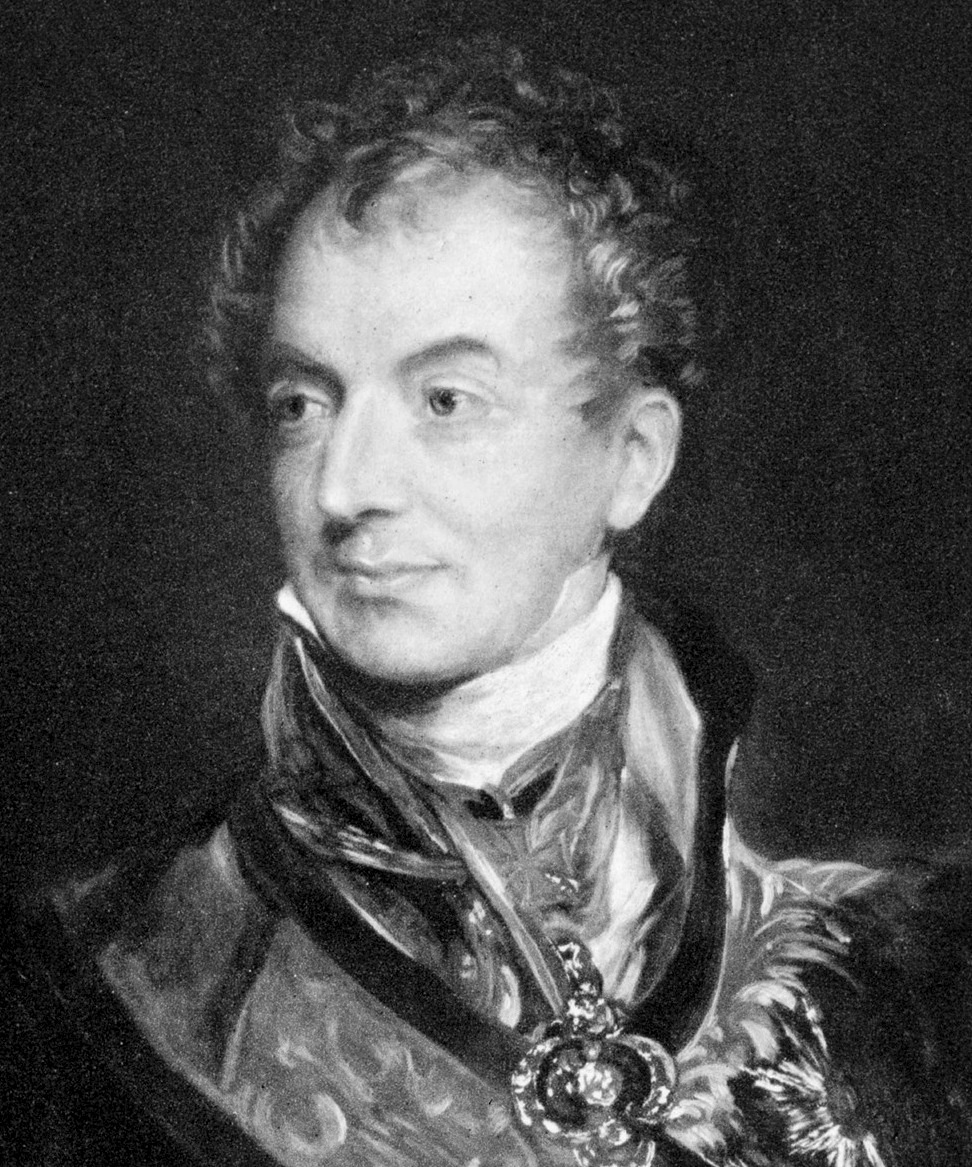
Metternich à l'époque du congrès de Vienne

### Les décrets de Carlsbad
Sous l'impulsion de Klemens Wenzel von Metternich, homme politique autrichien qui eut une grande influence sur les événements en Allemagne durant cette période, celle-ci devint un État policier où la censure faisait rage, à la suite des décrets de Carlsbad. Les décrets de Carlsbad furent édictés le 20 septembre 1819 sous l'égide de Metternich (ministre des affaires étrangères autrichiennes). C'est en fait une série de lois visant à réprimer les idées libérales. Le but de ces décrets était d'endiguer les idées propagées dans toute l'Europe lors de la Révolution française, notamment celles des Lumières. Ainsi, la classe ouvrière était tenue sous contrôle constant, considérée comme un problème d'ordre politique plutôt que social. Tous les soulèvements populaires seraient réprimés par le régime réactionnaire de Metternich, qui profita des errements de Ferdinand Ier d'Autriche pour se positionner idéalement dans l'échiquier politique allemand.

### La révolution de Mars
La révolution de Mars s'étendit dans toute la Confédération germanique de mars 1848 à la fin de l'été 1849 et fut un échec. Elle commença le 13 mars 1848 en Autriche où une insurrection populaire s'éleva contre Metternich et ses lois. Le 18 mars 1848 le conflit s'étend à Berlin.

## Un mouvement littéraire
Le mouvement littéraire du Vormärz s'oppose au Biedermeier qui lui est un mouvement conservateur et résigné politiquement. Le Vormärz quant à lui exige des changements politiques et des meilleures conditions de vie.

### La «jeune Allemagne» (Junges Deutschland)
La Jeune-Allemagne s'étend de 1830 à 1835. C'est une littérature engagée influencée par Heinrich Heine notamment. C'est sûrement le plus important groupe d'auteurs du Vormärz. Le but est pour eux de sensibiliser à la politique. Il n'y a plus le souci esthétique, on critique la société, l'Église, la Politique. Ils refusent tout ce qui est conventions, traditions, moralité. Les genres les plus utilisés dans ce mouvement littéraire sont les lettres, les récits de voyage, les poèmes influencés politiquement. En 1835, la « Junges Deutschland » est interdite par la diète de Francfort. Les auteurs fuient. Les auteurs importants de ce mouvement littéraire sont Karl Gutzkow (1811-1878), Georf Herwegh (1817-1875), Rudolf Wienbarg (1802-1872), Heinrich Laube, Theodor Mundt, Ludolf Wienbarg. Cependant on retrouve des traces de ces "jeunes allemands", liés au mouvement des jeunes hégéliens, qui remettront en cause la chanson (et ses imitations) de Nikolaus Becker intitulée Rheinlied, que l'on peut traduire littéralement par "La chanson du Rhin".
Hoffmann von Fallersleben est aussi un auteur reconnu de cette période et son œuvre "Lied der Deutschen" ou "Deutschlandlied" (le chant des Allemands) 1841, devient l'hymne national en 1871.
Einigkeit und Recht und Freiheit

Für das deutsche Vaterland!

Danach lasst uns alle streben

Brüderlich mit Herz und Hand.

Einigkeit und Recht und Freiheit

Sind des Glückes Unterpfand-

Blüh im Glanze dieses Glückes,

Blühe, deutsches Vaterland!

Union et droit et liberté

Pour la patrie allemande !

Visons tous ce but

Dans la fraternité du cœur et de l'esprit !

Union et droit et liberté

Sont un gage de bonheur

Rayonne dans la splendeur de ce bonheur,

Rayonne, patrie allemande !
— Hoffmann von Fallersleben, Das Lied der Deutschen

### Auteurs importants

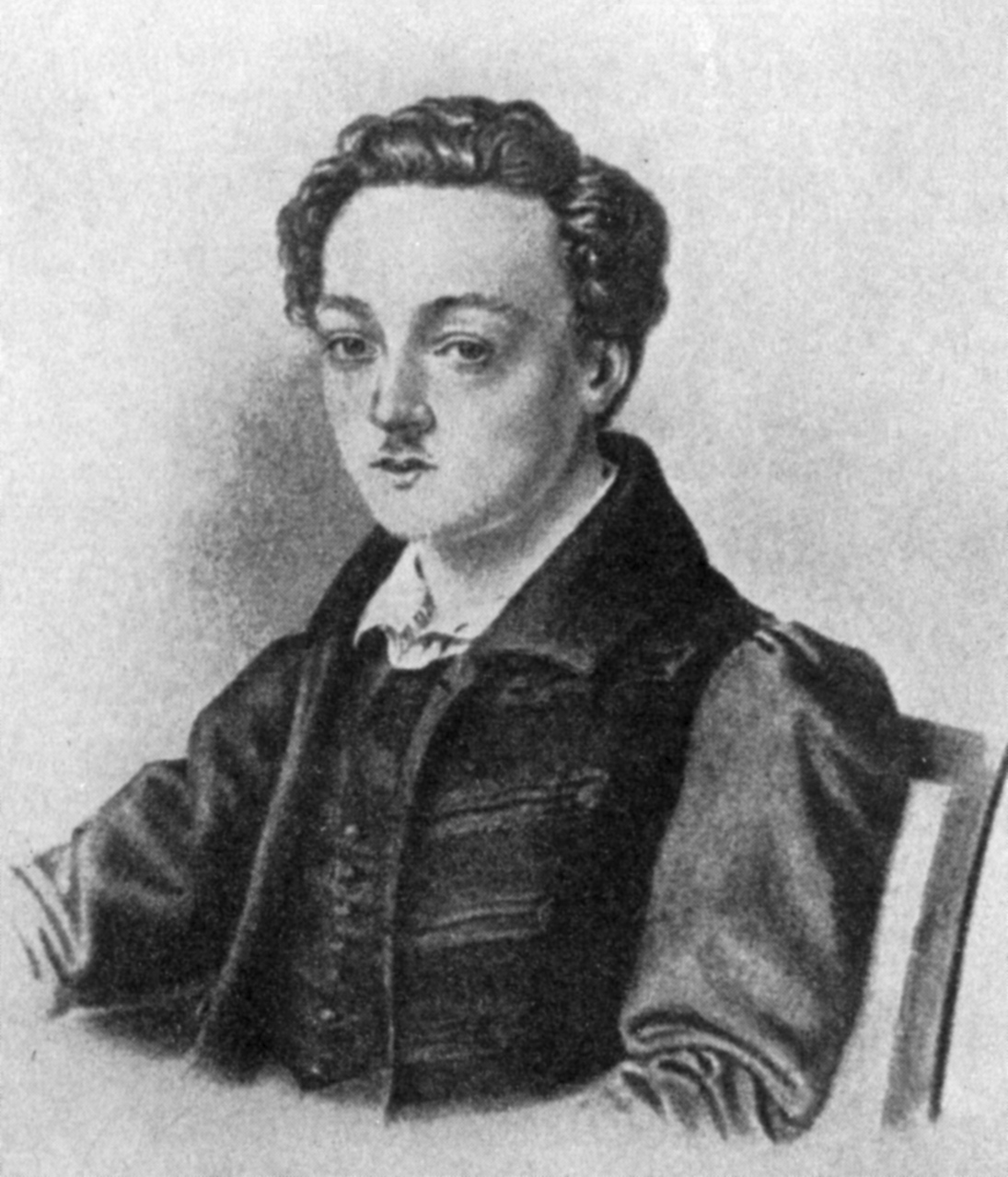
Georg Büchner

D'autres auteurs ne faisant pas partie de ce groupe participent au Vormärz et critiquent la société, la censure, la politique de ce temps-là. On peut citer notamment Ludwig Börne, Georg Büchner, Heinrich Heine, Ernst Dronke (de), Fanny Lewald, Louise Aston.

#### Georg Büchner
En juillet 1834 Georg Büchner et Friedrig Ludwig Weidig publient un tract révolutionnaire : « Le messager des campagnes hessoises » (« Der Hessische Landbote »). Ils y appellent au soulèvement par la violence s'il le faut : « Paix aux chaumières! Guerre aux palais! » (« Friede den Hütten! Krieg den Palästen! »)
Il garde contact avec Gutzkow.
En 1835 il doit fuir à Strasbourg. Il devient plus tard un auteur très reconnu avec notamment La mort de Danton, Lenz 1835.

#### Heinrich Heine

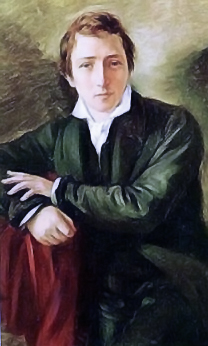
Heinrich Heine, 1831

C'était un poète, un auteur et un journaliste. Il écrit pendant cette période, en 1844, un poème nommé die Schlesischen Weber (les tisserands silésiens) en hommage au soulèvement des tisserands silésiens contre leur situation de grande pauvreté.
Il se détache de la jeune Allemagne car il reste très exigeant pour ce qui est de l'esthétique.

## Naissance du nationalisme allemand

### Le conflit franco-allemand

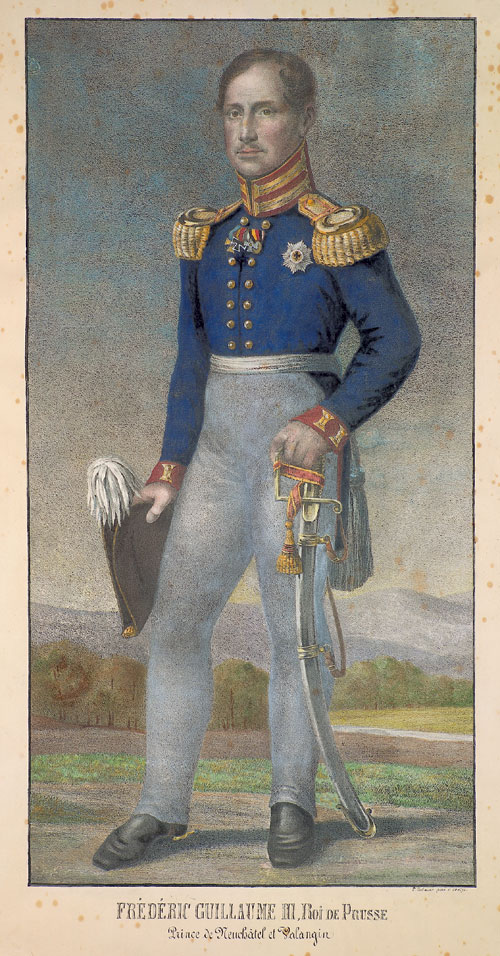
Frédéric-Guillaume III (Frédéric-Wilhelm III en allemand)

#### La crise du Rhin (1839-1841)[3]
La crise du Rhin découle directement de conséquences de la crise d'Orient résultant globalement de conflits au sein du pourtour méditerranéen; de l'effritement, à la suite de nombreuses divisions, de l'Empire ottoman, mais aussi des conflits, avec "l'Entente cordiale", engagés par Nicolas Ier et que Frédéric-Guillaume III de Prusse puis son successeur Frédéric-Guillaume IV soutiennent. Ce conflit entre grandes puissances européennes cherche à se calmer avec le traité de Londres réunie à partir de 1839 (à ne pas confondre avec le Traité de Londres la même année) réunissant les grandes puissances de la Prusse, la Russie, l'Autriche, la France et enfin l'Angleterre. Il en résulte le traité du 15 juillet 1840 qui promet une défense de l'Empire ottoman par la mer. Ce traité n'est pas signé par la France. Marc Thuret écrit en 1984 combien ce traité du 15 juillet stipulait que : "les quatre puissances garantissaient l’Empire ottoman « contre toute attaque venue de la mer », équilibraient et répartissaient leurs forces dans la région des détroits et s’engageaient, dans un protocole secret, à chasser Mehemet Ali de Syrie".
C'est dans ce contexte, où la France se sent trahie, seule face à 4 puissances européennes, qu'il naît de nombreux articles appelant à récupérer la Rhénanie. Celle-ci est perdue à la suite de la défaite de l'ambition napoléonienne, mais aussi à cause du Congrès de Vienne du 18 septembre 1814 au 9 juin 1815, rendant le territoire de la Rhénanie anciennement intégré à l'Empire français, à la Prusse. On lit par exemple dans Le National : "une armée de cent mille hommes irait chercher son champ de bataille sur le Rhin". Ces déclarations entraînèrent, en 1840, un véritable sentiment "anti-français" au sein de la Prusse, mouvement critiqué notamment par les jeunes hégéliens et la "Junges Deutschland". Ce courant "anti-français", aussi provoqué par la revendication de la Rhénanie par Adolphe Thiers, fait écrire à Becker l'hymne de la Rhénanie, pour la préservation du "libre Rhin Allemand" dans son Rheinlied qui servira d'un hymne national allemand non-officiel.
En effet, la crise du Rhin fait éclater aux yeux de l'Europe la complexité du cas de la Rhénanie. Auparavant intégrée au sein de l'Empire de Napoléon Ier, elle avait hérité des institutions françaises que le père de Karl Marx connut et salua. Cependant, à la suite du Congrès de Vienne, la Rhénanie se retrouve à subir l'occupation d'une monarchie luthérienne et militariste (le royaume de Prusse) proche de l'Empire russe par liens matrimoniaux. La région se voit occupée par des troupes prussiennes envoyées par la confédération germanique pour contrer de possibles invasions françaises. Seulement, cette occupation est très mal vue par la population rhénane, notamment à Trèves, qui se voit contrainte à se convertir amplement au luthéranisme, notamment la population juive, pour pouvoir continuer à exercer leurs métiers. Heinrich Marx en fait les frais, en se voyant obligé de baptiser selon les rites luthériens ses enfants, dont Karl Marx, mais aussi de devoir se plier aux rites luthériens, et donc refuser sa foi juive, pour pouvoir continuer à exercer son poste d'avocat. Victor Hugo va jusqu'à écrire en 1842 que : "La rive gauche du Rhin est restée française". Mais pourtant, la région y préfère la domination prussienne, notamment grâce à un sentiment national, issu de la confédération germanique, naissant aussi au sein de la Prusse tout entière.
Parallèlement, des sociétés patriotiques et des corporations étudiantes naissent en Rhénanie. À Cologne, on voit l'archevêque promulguer des mariages religieusement mixtes. Tout ceci est condamné et une forte répression est faite par le roi de Prusse Frédéric-Guillaume III. Cependant, son successeur, Frédéric-Guillaume IV, amnistie le 10 août 1840 les sociétés patriotiques et les corporations étudiantes. Il libère la même année l'archevêque de Cologne. La réconciliation entre la Prusse et la Rhénanie jouit aussi du succès des réformes effectuées autour de l'Union Douanière (Zollverein), permettant un épanouissement économique de la région. Il naît progressivement, dans les esprits rhénans, la création d'un grand Etat-nation, constitué sur la base d'une "révolution par le haut" qui aboutira, en mars 1848, à la Révolution de Mars aussi appelée "printemps des peuples allemands".